# Dietzhölztal
Dietzhölztal är en kommun i Lahn-Dill-Kreis i Regierungsbezirk Gießen i förbundslandet Hessen i Tyskland. Kommunen bildades 1 februari 1971 genom en sammanslagning av de tidigare kommunerna Ewersbach och Steinbrücken. Kommunen Mandeln anslöts 1 april 1972.